# Die Hoobs
Die Hoobs ist eine Vorschulserie der Jim Henson Company und Decode Entertainment aus dem Jahr 2000, die in Großbritannien produziert  wurde. Insgesamt gab es 250 Folgen, die auf Channel Four gesendet wurden. In Deutschland wurden 100 Folgen erstmals im Oktober 2002 täglich im KiKA und ab 2003 auch im ZDF ausgestrahlt.

## Geschichte
Die Hoobs kommen aus einem Phantasieland, dem Planeten Hoob, mit dem Hoob-Mobil auf die Erde, um die Welt der Menschen kennenzulernen. Jede der 25-minütigen Sendungen hat ein anderes Wissensthema.

### Hauptfiguren
- Iver (deutscher Sprecher: Hans Hohlbein)
- Tula (deutscher Sprecher: Gundi Eberhard)
- Groove (deutscher Sprecher: Michael Pan)
- Roma (deutscher Sprecher: Heike Schroetter)
- Hubba Hubba (deutscher Sprecher: Stefan Staudinger)

Die vier erstgenannten Wesen fahren in ihrem Raumschiff zur Erde. Sie haben mehrere Räume zur Verfügung: ein Cockpit, einen Aktionsraum, einen Maschinenraum und ein Studio.
Die Vier sind immer in Verbindung mit Hubba Hubba, der zu Hause die Berichte entgegennimmt und sie im Lexi-Hooba-kon speichert.

## Adaptionen
Sony Computer Entertainment brachte im Jahr 2002 ein gleichnamiges Kinderspiel für die Playstation heraus.